# آنتونیو کاراکیولو
آنتونیو کاراکیولو (انگلیسی: Antonio Caracciolo؛ زادهٔ ۳۰ ژوئن ۱۹۹۰) بازیکن فوتبال اهل ایتالیا است.
از باشگاه‌هایی که در آن بازی کرده‌است می‌توان به باشگاه فوتبال اینتر میلان، باشگاه فوتبال هلاس ورونا، باشگاه فوتبال کرمونزه، باشگاه فوتبال برشا، باشگاه فوتبال باری، و باشگاه فوتبال جنوآ اشاره کرد.